# 千葉県道169号南総馬来田線
千葉県道169号南総馬来田線（ちばけんどう169ごう なんそうまくたせん）は、千葉県市原市と木更津市を結ぶ一般県道。

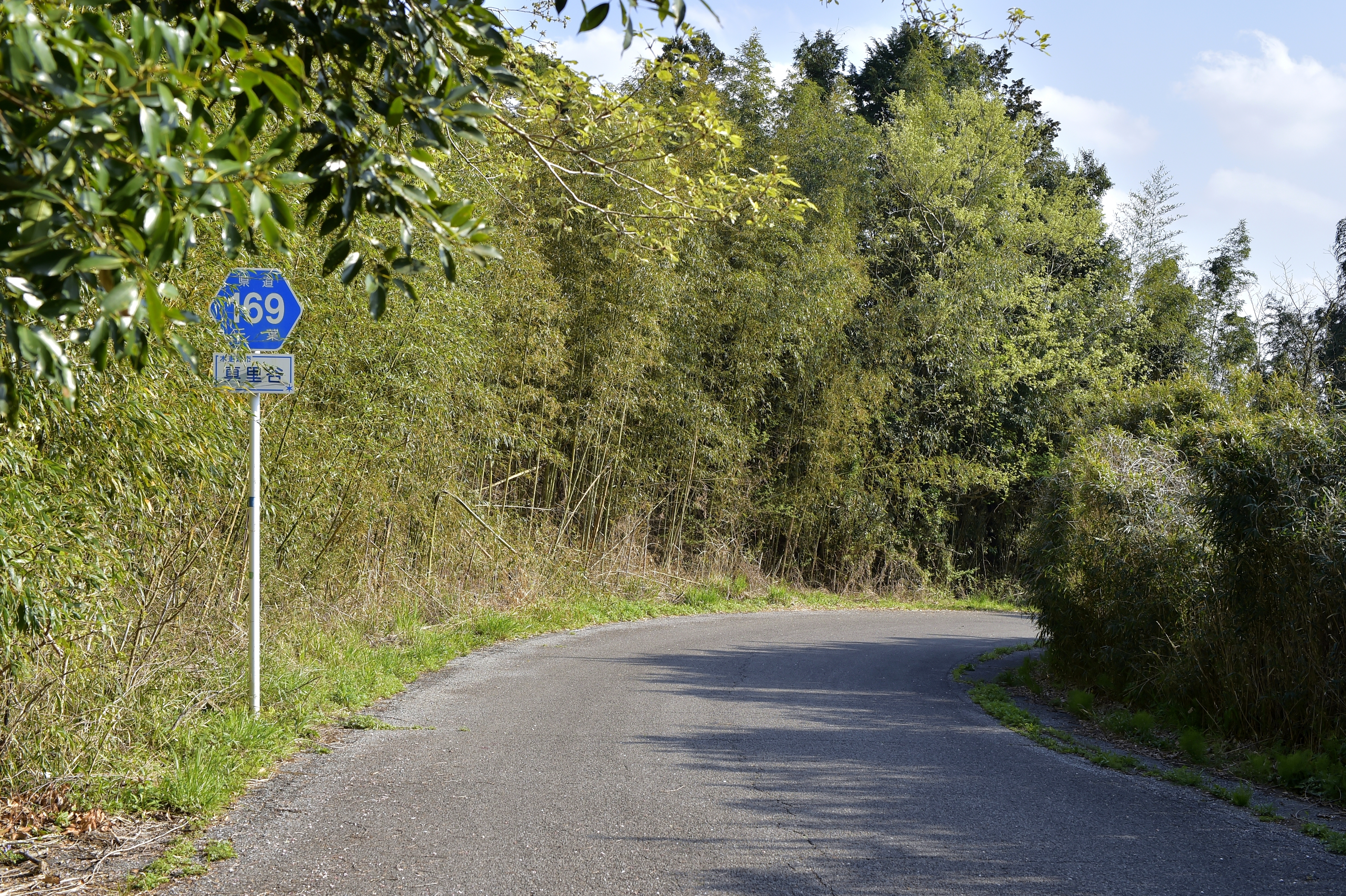
千葉県道169号南総馬来田線
木更津市真里谷（2023年4月）

## 路線データ

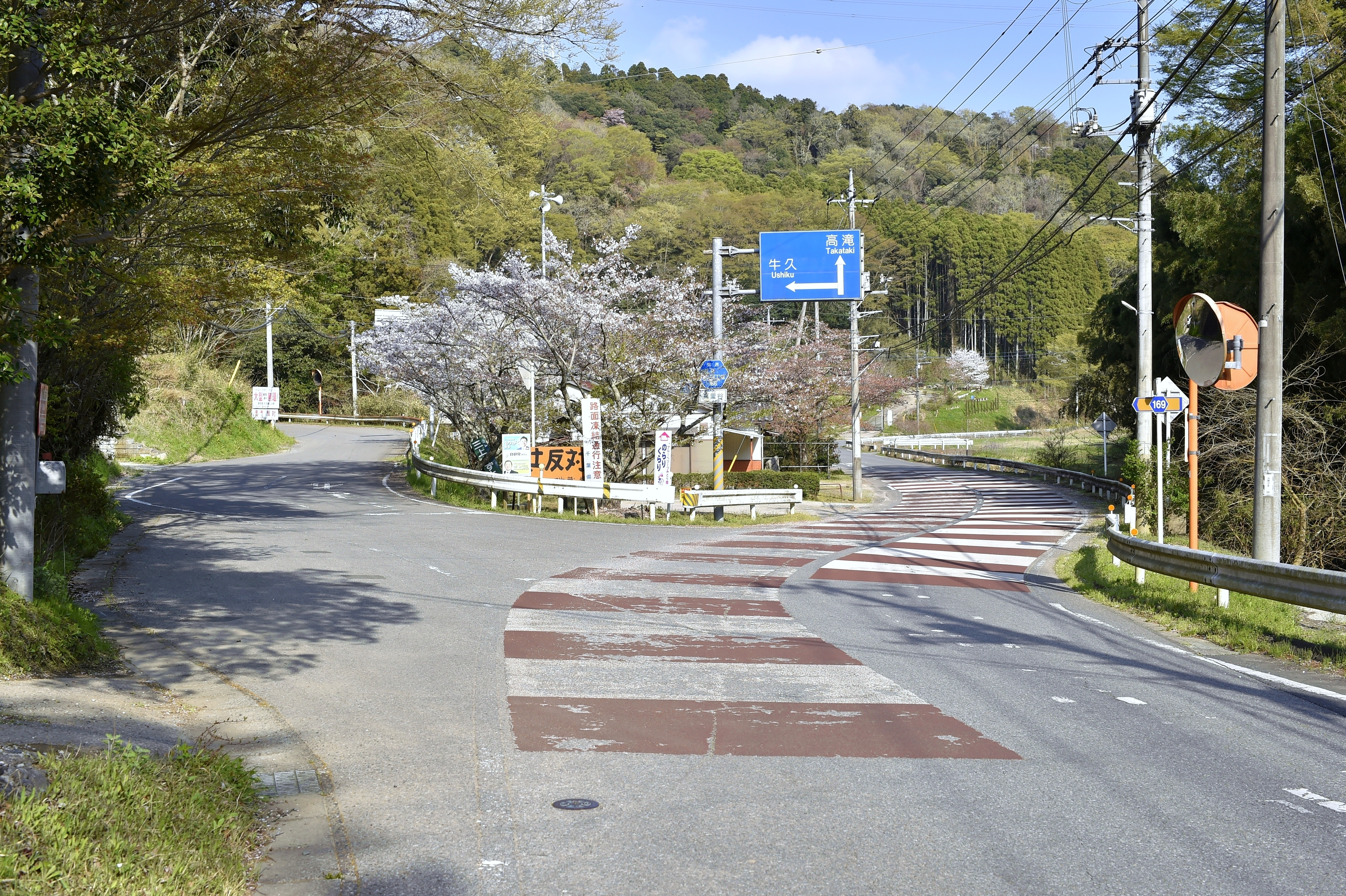
終点の千葉県道168号と千葉県道169号の交差点（木更津市真里谷：2023年4月）

- 起点：市原市皆吉（牛久小学校入口交差点、国道409号交点）
- 終点：木更津市真里谷（千葉県道168号鶴舞馬来田停車場線交点）
- 総延長：*.* km（市原土木事務所管内：*.* km、君津土木事務所管内：2.557 km[1]）
- 重用延長：*.* km（市原土木事務所管内：*.* km、君津土木事務所管内：0.0 km）
- 実延長：*.* km（市原土木事務所管内：*.* km、君津土木事務所管内：2.557 km[1]）

## 路線状況
途中、市原市金沢から同市大蔵までの区間は通行不能である。

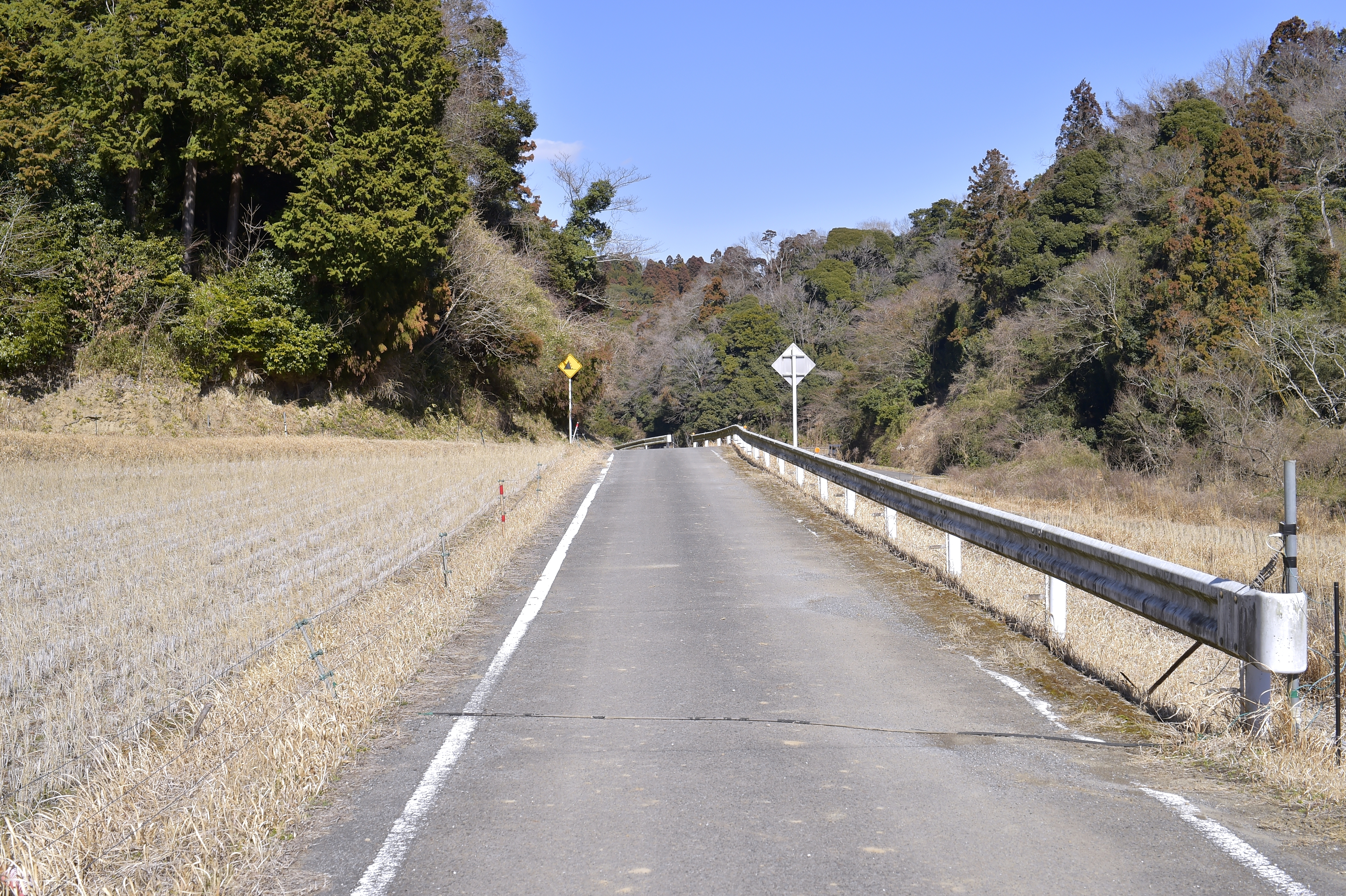
市原市金沢の分断部付近（2023年2月）
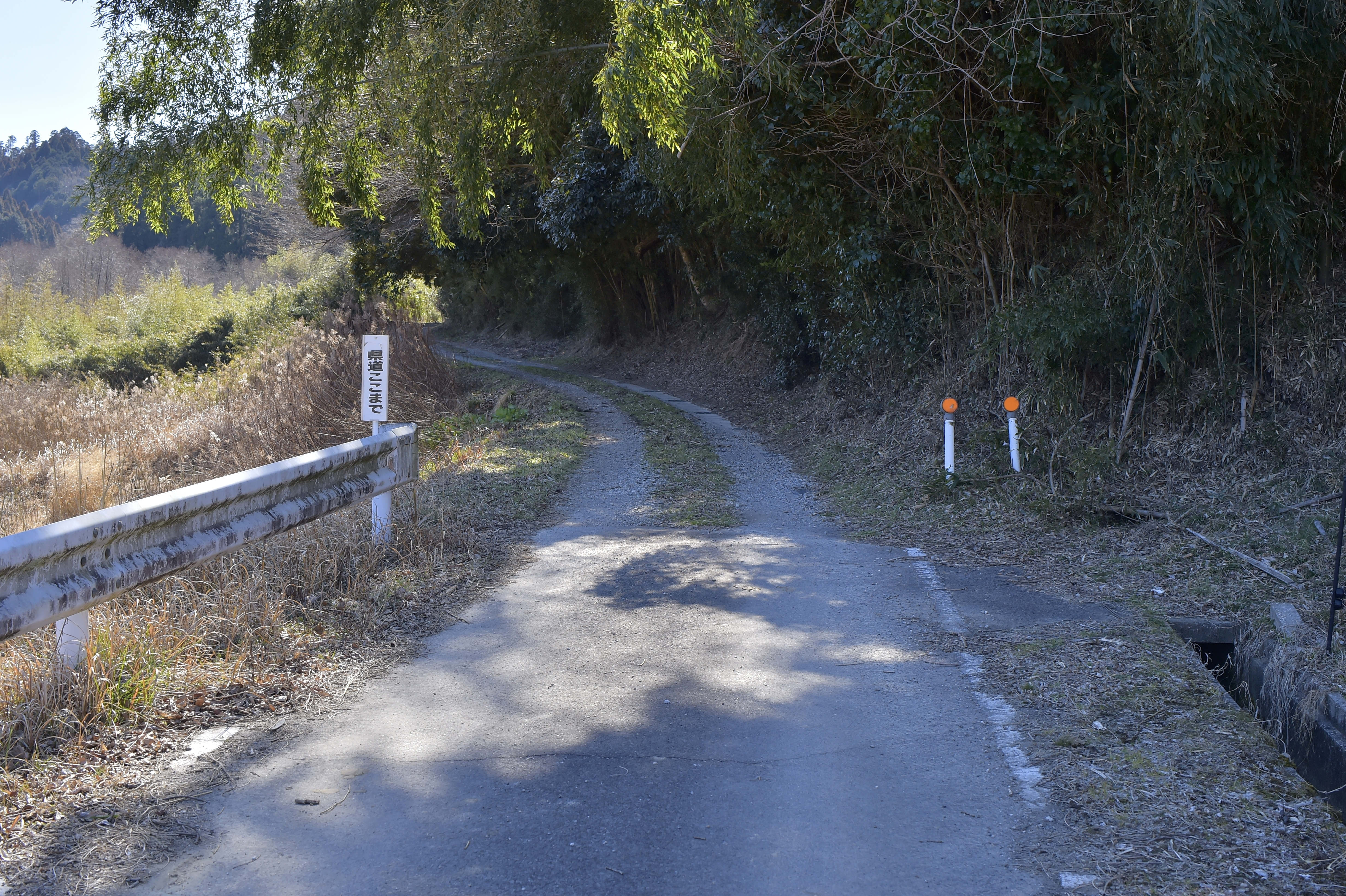
市原市金沢の分断区間末端部（2023年2月）
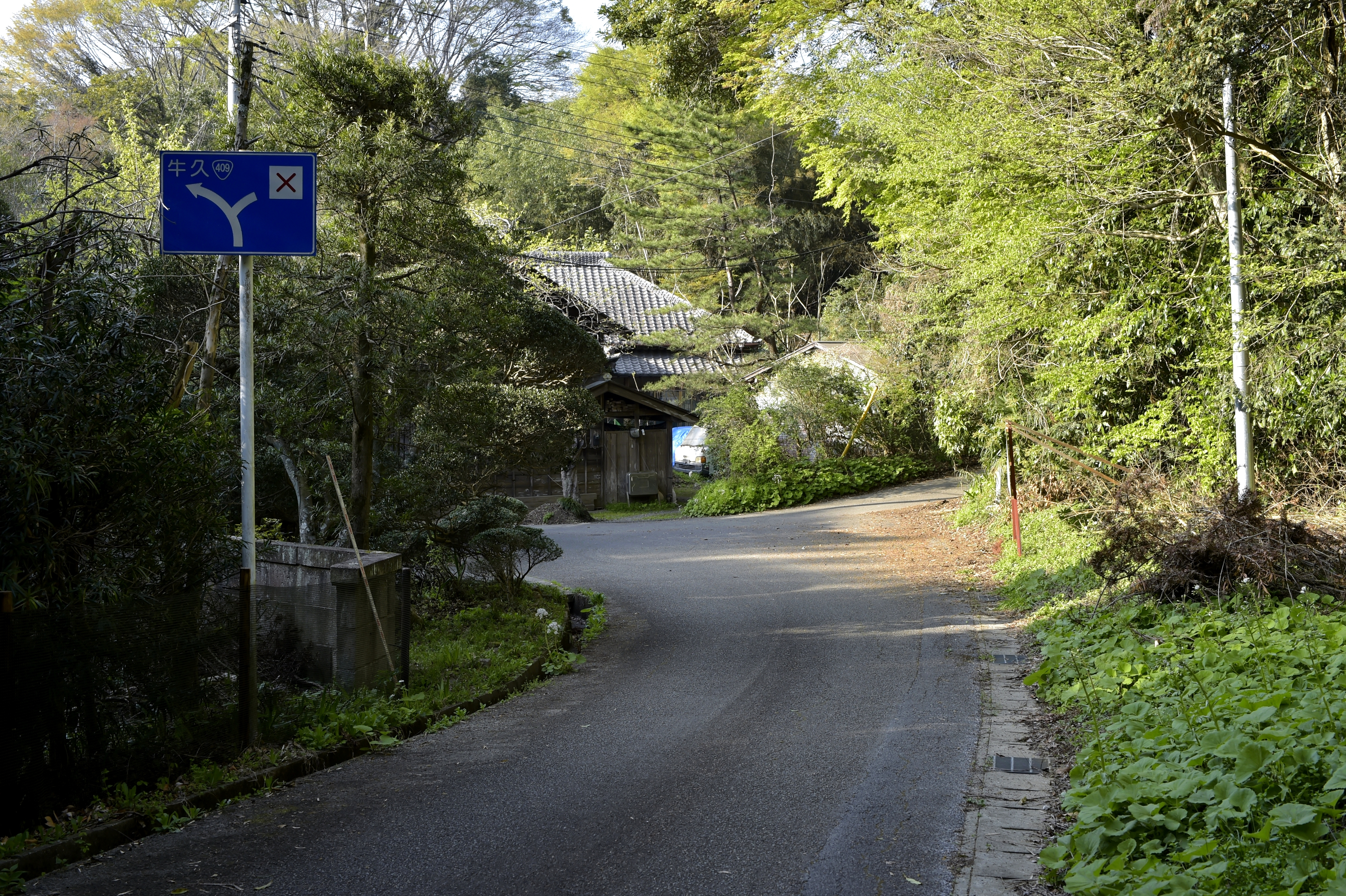
市原市大蔵の分断区間末端部（2023年4月）
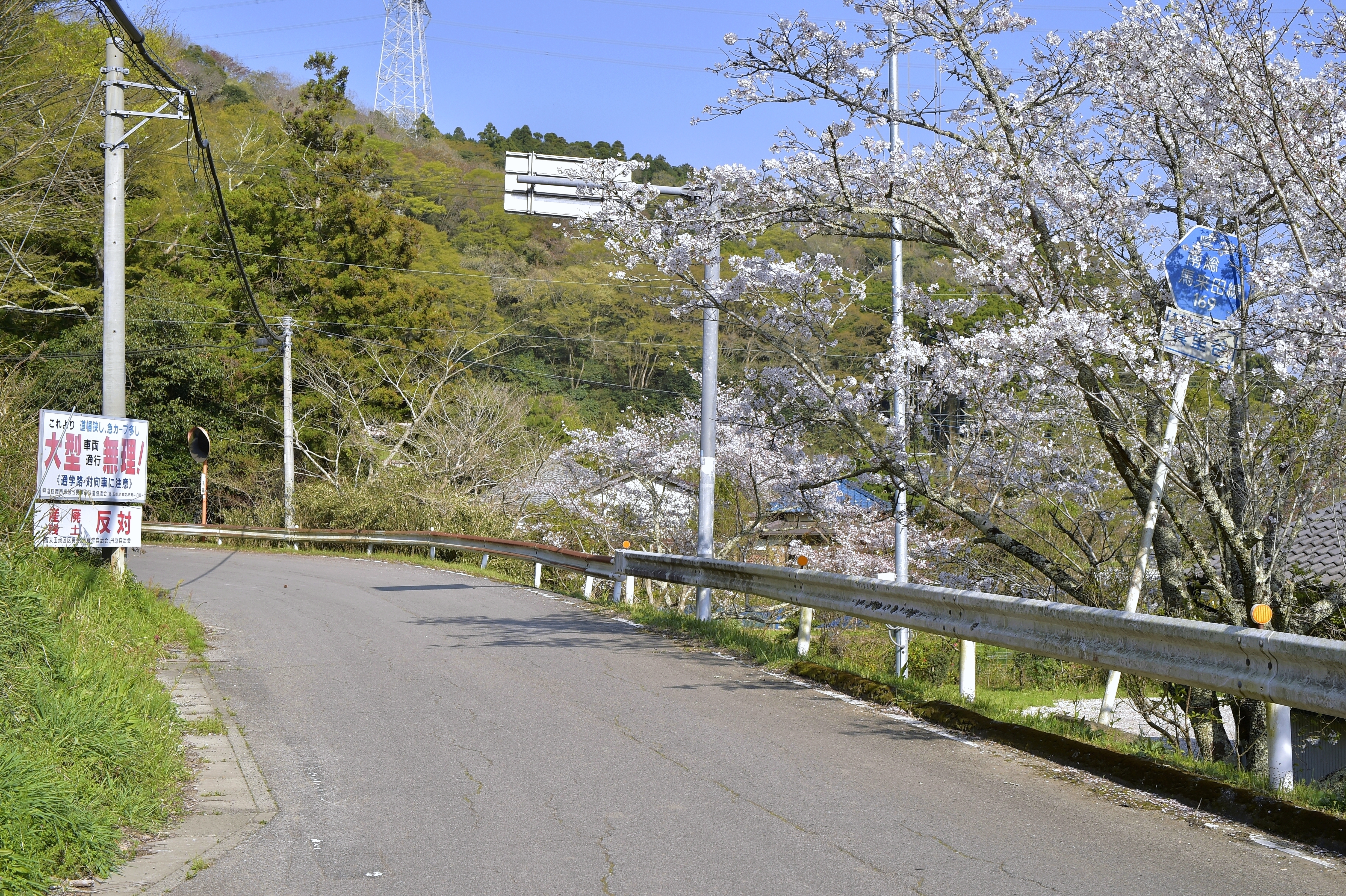
木更津市真里谷の県道168号分岐点付近（2023年4月）

## 地理

### 通過する自治体
- 市原市
- 木更津市

### 交差する道路
- 国道409号 - 市原市皆吉（牛久小学校入口交差点、起点）
- 市原市金沢

この間通行不能
- 市原市大蔵
- 千葉県道168号鶴舞馬来田停車場線 - 木更津市真里谷（終点）

### 沿線
- 市原市立牛久小学校
- ロッテ皆吉台カントリー倶楽部